# Juegos Mundiales Militares de 1995
Los Juegos Mundiales Militares de 1995, oficialmente conocidos como I Juegos Mundiales Militares, se celebraron en Roma, Italia, del 4 al 16 de septiembre de 1995. Fue la primera edición de los Juegos Mundiales Militares, organizados por el Consejo Internacional del Deporte Militar (CISM). 

## Organización
Los juegos fueron organizados por el Consejo Internacional del Deporte Militar (CISM) conmemorando los 50 años del fin de la Segunda Guerra Mundial y de la firma de la Carta de las Naciones Unidas. El evento contó con la participación de militares en actividad. La ceremonia de apertura tuvo lugar el 4 de septiembre en el Estadio Olímpico de Roma, presidida por Oscar Luigi Scalfaro, Presidente de la república italiana. Participaron 4017 atletas de 93 países en 17 disciplinas deportivas.

## Deportes
- Atletismo (30)
- Baloncesto (1)
- Boxeo (12)
- Ciclismo (2)
- Clavado (4)
- Esgrima (10)
- Equitación (5)
- Fútbol (1)
- Judo (13)
- Lucha libre (20)
- Natación (26)
- Paracaidismo (5)
- Pentatlón militar (3)
- Pentatlón moderno (4)
- Pentatlón naval (5)
- Salvamento (7)
- Tiro (17)
- Triatlón (5)
- Voleibol (2)
- Waterpolo (1)

## Medallero
| País                   | Medalla de oro | Medalla de plata | Medalla de bronce | Total |
| ---------------------- | -------------- | ---------------- | ----------------- | ----- |
| Rusia                  | 62             | 28               | 37                | 127   |
| Italia                 | 22             | 16               | 13                | 51    |
| China                  | 11             | 20               | 15                | 46    |
| Francia                | 9              | 13               | 15                | 37    |
| Corea del Norte        | 9              | 8                | 5                 | 22    |
| Alemania               | 8              | 16               | 22                | 46    |
| Ucrania                | 7              | 14               | 9                 | 30    |
| Estados Unidos         | 6              | 7                | 8                 | 21    |
| Turquía                | 6              | 1                | 2                 | 9     |
| Polonia                | 4              | 5                | 8                 | 13    |
| Rumania                | 9              | 10               | 12                | 31    |
| Kenia                  | 4              | 3                | 5                 | 12    |
| Bélgica                | 3              | 3                | 3                 | 9     |
| Suecia                 | 3              | 1                | 1                 | 5     |
| Irán                   | 2              | 5                | 3                 | 10    |
| Austria                | 2              | 0                | 0                 | 2     |
| Corea del Sur          | 1              | 5                | 8                 | 14    |
| Finlandia              | 1              | 5                | 1                 | 7     |
| Noruega                | 1              | 3                | 3                 | 7     |
| Marruecos              | 1              | 2                | 2                 | 5     |
| Eslovaquia             | 1              | 2                | 2                 | 5     |
| Países Bajos           | 1              | 1                | 1                 | 3     |
| Arabia Saudita         | 1              | 1                | 1                 | 3     |
| Azerbaiyán             | 1              | 1                | 0                 | 2     |
| República Checa        | 1              | 1                | 0                 | 2     |
| Kazajistán             | 1              | 0                | 3                 | 4     |
| Armenia                | 1              | 0                | 2                 | 3     |
| Hungría                | 1              | 0                | 2                 | 3     |
| Suiza                  | 1              | 0                | 2                 | 3     |
| Siria                  | 1              | 0                | 2                 | 3     |
| Canadá                 | 1              | 0                | 0                 | 1     |
| Gabón                  | 1              | 0                | 0                 | 1     |
| Emiratos Árabes Unidos | 1              | 0                | 0                 | 1     |
| Bielorrusia            | 0              | 4                | 8                 | 12    |
| Tailandia              | 0              | 3                | 3                 | 6     |
| Brasil                 | 0              | 1                | 2                 | 3     |
| Argelia                | 0              | 1                | 0                 | 1     |
| Irlanda                | 0              | 1                | 0                 | 1     |
| Mongolia               | 0              | 1                | 0                 | 1     |
| Bulgaria               | 0              | 0                | 4                 | 4     |
| Estonia                | 0              | 0                | 2                 | 2     |
| Eslovenia              | 0              | 0                | 2                 | 2     |
| Croacia                | 0              | 0                | 1                 | 1     |
| Dinamarca              | 0              | 0                | 1                 | 1     |
| Grecia                 | 0              | 0                | 1                 | 1     |
| Portugal               | 0              | 0                | 1                 | 1     |
| Total                  | 179            | 177              | 206               | 562   |